# Ernest Pintoff
Ernest Pintoff (Watertown, 15 dicembre 1931 – Los Angeles, 12 gennaio 2002) è stato un regista, sceneggiatore e produttore statunitense.

## Biografia
Studiò graphic design all'Università di Syracuse, e nel 1956 fu assunto dallo studio d'animazione UPA, per cui scrisse e diresse una serie di cortometraggi inseriti nel contenitore televisivo The Gerald McBoing-Boing Show.
Nel 1957 passò alla Terrytoons, per cui diresse il corto Flebus, dopodiché aprì un proprio studio d'animazione indipendente, che si occupò principalmente di pubblicità, ma per cui nondimeno scrisse e diresse un numero di cortometraggi destinati al cinema. Nel 1960 fu candidato all'Oscar per il corto The Violinist, con la voce narrante di Carl Reiner, mentre nel 1964 vinse l'Oscar grazie al corto Il critico, scritto da Mel Brooks (anche voce narrante). Definito da Georges Sadoul "uno dei migliori cartoonist americani contemporanei", nel 1965 passò al cinema live-action con Harvey Middleman, Fireman, e da lì per circa vent'anni diresse un buon numero di film e episodi di serie TV.
Fu anche docente di regia, insegnando tra l'altro all'UCLA e all'American Film Institute, e scrittore, autore di diversi testi didattici, di un romanzo e di una autobiografia.

## Filmografia parziale

### Cortometraggi
- 1957: The Haunted Night
- 1957: Flebus
- 1959: The Violinist
- 1961: The Shoes
- 1962: The Old Man and the Flower
- 1963: Il critico  (The Critic)

### Lungometraggi
- Harvey Middleman, Fireman (1965)
- Who Killed Mary Whats'ername? (1971)
- Dynamite Chicken (1971)
- Blade, il duro della Criminalpol (Blade) (1973)
- Il paradiso non può più attendere (Human Feelings) - film TV (1978)
- Nel mirino del giaguaro (Jaguar Lives!) (1979)
- Lunch Wagon (1981)
- Uragano di fuoco (St. Helens) (1981)